# Paul Valéry

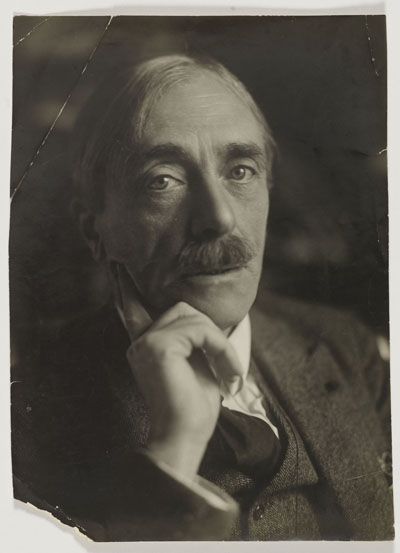
Paul Valéry

Ambroise Paul Toussaint Jules Valéry (* 30. Oktober 1871 in Sète, Département Hérault; † 20. Juli 1945 in Paris) war ein französischer Lyriker, Philosoph und Essayist.

## Leben
Nach seiner Kindheit in der kleinen südfranzösischen Hafenstadt Sète als Sohn eines höheren Beamten verbrachte Valéry seine Jugendjahre in Montpellier und studierte dort auch Jura. Schon früh begann er Gedichte zu schreiben. 1894 ging er nach Paris, wo er André Gide und vor allem Stéphane Mallarmé kennenlernte, der ihm zum Vorbild wurde. 1896/97 arbeitete er bei einer Presseagentur in London. 1897 erhielt er eine Anstellung als Redakteur beim Kriegsministerium, wo er unter anderem eine längere Studie über die expandierende deutsche Wirtschaft anfertigte. Anschließend arbeitete er kurz bei der Nachrichtenagentur Agence Havas. In der Dreyfus-Affäre vertrat er im Gegensatz zu André Gide eine nationalistische Position und stellte sich auf die Seite der Anti-Dreyfusards. Dies ging so weit, dass er sich im Dezember 1898 zur Unterstützung der Witwe des Offiziers Hubert Henry, der Selbstmord begangen hatte, bereit erklärte, nachdem seine Fälschung eines Dokuments im Zusammenhang mit dem Prozess gegen Alfred Dreyfus aufgeflogen war. 1900 wurde er Privatsekretär bei einem Wirtschaftsmagnaten, bis er später von seinen Einkünften als freier Schriftsteller leben konnte. Im selben Jahr heiratete er Jeannie Gobillard, eine Nichte der Malerin Berthe Morisot. Aus dieser Ehe gingen die Kinder Claude, Agathe und François hervor.
Um 1920 galt Valéry als der größte französische Lyriker seiner Zeit und genoss hohes Ansehen auch im übrigen intellektuellen Europa. Im selben Jahr begann auch seine acht Jahre währende tiefe Freundschaft und intellektuelle Beziehung zur Dichterin Catherine Pozzi (1884–1934), deren Tagebücher darüber detailliert Zeugnis ablegen. 1923 wurde er zum Chevalier de la Légion d’honneur (d. h. Ritter der Ehrenlegion), 1931 zum Komtur und 1938 zum Großoffizier ernannt. 1925 wurde er in die Académie française aufgenommen, deren Präsident er zeitweilig war. 1937 wurde Valéry mit einer wohldotierten Professur für Poetik am Collège de France ausgezeichnet.

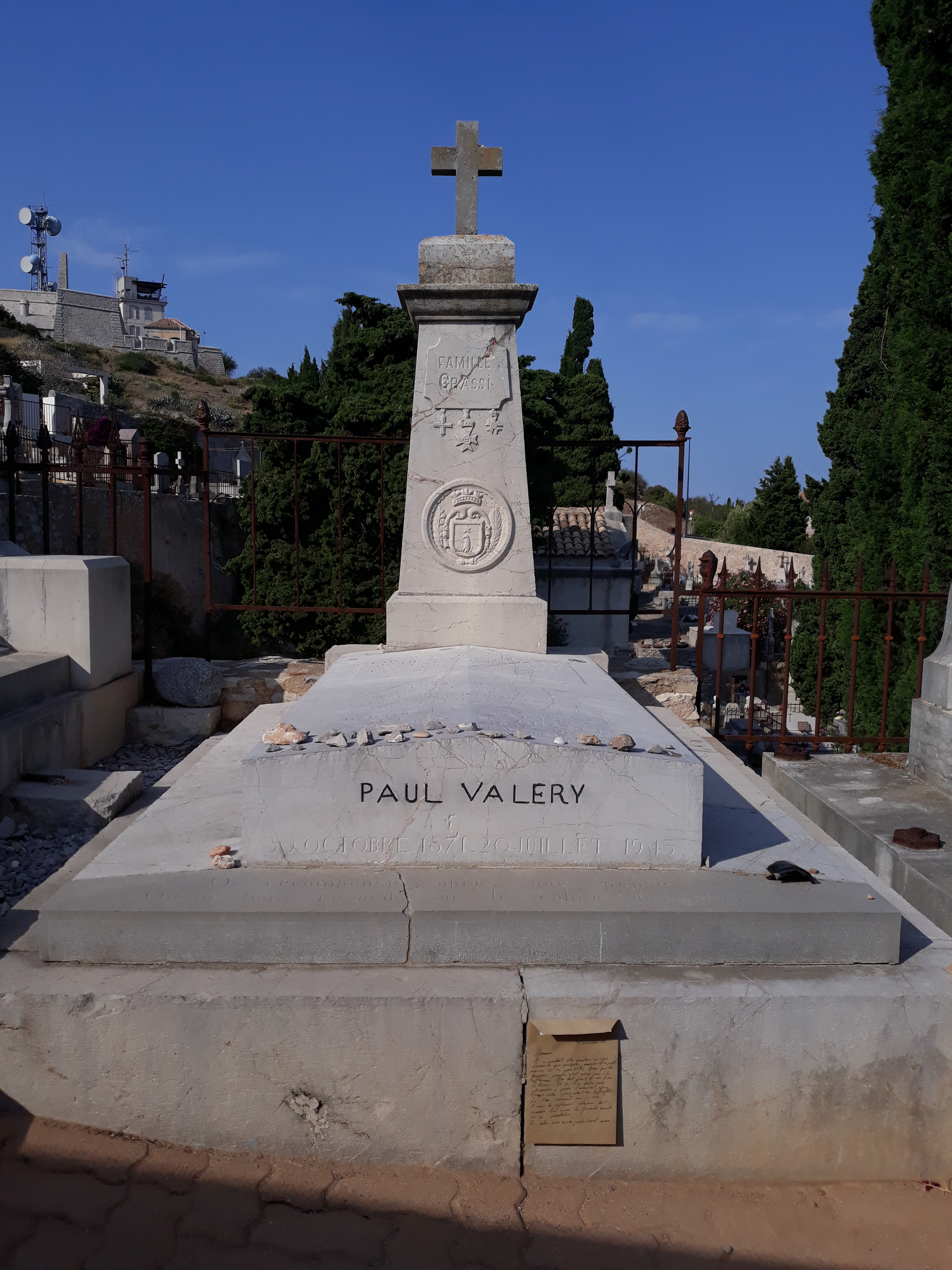
Das Grab von Paul Valéry auf dem Cimetière marin von Sète (Hérault).

In der Zeit der Besetzung Frankreichs durch deutsche und italienische Truppen weigerte sich Valéry, mit den Besatzungsmächten zusammenzuarbeiten. Als er dann am 9. Januar 1941 in der Sorbonne eine Gedächtnisrede zu Ehren des jüdischen Philosophen Henri Bergson hielt, kostete ihn dieser Text seine Stellung als Direktor des Centre Universitaire Méditerranéen durch Erlass der Vichy-Regierung.
Nach Valérys Tod ordnete Charles de Gaulle ein Staatsbegräbnis an. Valéry wurde seinem Wunsch gemäß in seiner Geburtsstadt Sète auf dem Cimetière marin begraben, den er in einem Gedicht besungen hatte. In Sète befindet sich auch ein Valéry-Museum, das sein Andenken aktiv durch Ausstellung und Kolloquien pflegt.
Valéry war wohl der letzte Autor in Frankreich, der mit Lyrik seinen Lebensunterhalt bestreiten konnte. Er hatte den Status eines "Dichterfürsten", der mit gut bezahlten Auftragsarbeiten von Verlagen und Zeitschriften bedacht und häufig zu Vorträgen und Lesungen eingeladen wurde. Nach ihm nahm die Bedeutung der ein ganzes Jahrhundert lang in Frankreich so erfolgreichen Lyrik deutlich ab.
Valéry war befreundet mit Rainer Maria Rilke, dem Literaturhistoriker und Schriftsteller Herbert Steiner sowie der Malerin Marie Elisabeth Wrede, die sein Porträt in einer repräsentativen Kaltnadelradierung festhielt. Die Université Paul Valéry in Montpellier ist nach ihm benannt.

## Schaffen

### Das lyrische Werk
In seiner ersten und späten Lebenszeit verfasste Valéry vor allem Vers- und Prosagedichte. Mit diesen stand er anfangs den Symbolisten nahe. Später, nach einer längeren Schaffenskrise, strebte er eine „reine Poesie“ (poésie pure) an, die durch Verzicht auf Darstellung von Gefühlen oder äußeren Realitäten gedankliche Präzision und formale Vollendung zu vereinen versucht. Zum Symbol dieser hermetischen Dichtung wurden Narziss und das Gedicht La jeune Parque (Die junge Parze) 1917, das von Paul Celan ins Deutsche übersetzt wurde.
Weitere lyrische Hauptwerke sind L'Album de vers anciens (Album alter Verse) und die Gedichtsammlung Charmes (1922, dt. "Zauber" oder "Verzauberungen"), die 1925 von Rainer Maria Rilke ins Deutsche übertragen wurde. Letztere enthält unter anderem das berühmte Gedicht Le Cimetière marin (Der Friedhof am Meer, 1920), das den Friedhof seines Geburtsortes Sète beschreibt (auf dem später auch er begraben wurde) und das nicht nur in Frankreich eine Welle ähnlich umfangreicher Langgedichte auslöste.
Das Gedicht Le Cimetière marin wurde fünfmal, Les grenades bereits sechsmal ins Deutsche übersetzt.

### Das philosophische Werk
Valéry verfasste zahlreiche Essays über politische, kulturelle, literaturtheoretische, -kritische und -geschichtliche sowie ästhetische und philosophische Themen. Er gilt als wichtiger französischer philosophischer Autor des 20. Jahrhunderts. Seine eigenwilligen Werke sind Variationen der Spannungen zwischen dem Wunsch nach Kontemplation und dem Willen zum Handeln: Er stellt den unendlichen Möglichkeiten des Intellekts die unvermeidlichen Unvollkommenheiten des Handelns gegenüber. In seinen Essays über die von ihm idealisierte und radikal abstrahierte Figur Leonardo da Vinci (1894, 1919 und 1929), letztlich ein Gedankengeschöpf Valérys, in dessen Denken er sich zum Teil wiedererkennt, gelingen ihm tiefgründige Einsichten in das zweckfreie, frei fließende, aber präzise synthetisch-konstruktive Denken, die bildliche Vorstellungskraft, welche die Reichweite der Worte überschreitet, den intellektuellen und künstlerischen Produktionszwang und das Wesen phantastischer, den Erfahrungshorizont überschreitender oder sogar „fixer Ideen“, also eines rigoros-hartnäckigen Denkens (frz. rigueur obstinée, ital. rigore ostinato), das anders als das wissenschaftliche Denken zu Ergebnissen unbekannter Wahrscheinlichkeit führt. Mit dem Implex beschreibt Valéry das Veränderungspotential von Verhaltensweisen und anderem durch die Entlehnung des Neuen aus dem Alten. Der Begriff wurde 2012 durch Barbara Kirchner und Dietmar Dath mit einer gleichnamigen Monographie rezipiert.
Bekannt geworden ist neben den Leonardo-Essays und seiner Narziss-Rezeption vor allem die fiktive Figur Monsieur Teste (frz. tête für „Kopf“ und lat. testis für „Zeuge“), ein sich seines Intellekts bewusster Beobachter und Erfasser der Welt: „Dummheit ist nicht meine Stärke.“ Deutsche Philosophen wie Karl Löwith, Th. W. Adorno, Walter Benjamin, Hans Blumenberg erkannten die Tragweite seines Denkens über das Denken.
Noch umfangreicher als seine zu Lebzeiten gedruckten philosophischen Schriften sind die postum veröffentlichten Cahiers (d. h. Hefte), in denen Valéry von 1894 bis 1945 ein Leben lang Tag für Tag Gedanken und erkenntnistheoretische Überlegungen notierte. Nachdem die erste Ausgabe Cahiers 1894–1914 (Gallimard, Paris 1987–2016) in 13 Bänden gedruckt worden ist, erscheint sie auch als E-Book. Die Fortsetzung der Edition bis zum letzten Cahier von 1945 ist vorgesehen.

## Werke
- Jürgen Schmidt-Radefeldt (Hrsg.): Werke. Suhrkamp, Frankfurt 1989 bis 1995

1. Dichtung und Prosa. 1992, ISBN 3-458-16251-8 (Mitherausgeber: Karl Alfred Blüher)
2. Dialoge und Theater. 1990, ISBN 3-458-14372-6
3. Zur Literatur. 1989, ISBN 3-458-14373-4
4. Zur Philosophie und Wissenschaft. 1989, ISBN 3-458-14374-2
5. Zur Theorie der Dichtkunst und vermischte Gedanken. 1991, ISBN 3-458-14371-8
6. Zur Ästhetik und Philosophie der Künste. 1995, ISBN 3-458-14387-4
7. Zur Zeitgeschichte und Politik. 1995, ISBN 3-458-16730-7

- Cahiers / Hefte. Auswahl in 6 Bänden (thematisch geordnet), Hrsg. von Hartmut Köhler, Jürgen Schmidt-Radefeldt für ein Übersetzerteam. S. Fischer, Frankfurt 1987–1993
  - "Ich grase meine Gehirnwiese ab." Paul Valéry und seine verborgenen "Cahiers". Ausgewählt und mit einem Essay versehen von Thomas Stölzel. Die Andere Bibliothek, Eichborn Verlag, Frankfurt 2011, ISBN 978-3-8218-6242-2
- Variété. (1.1924 – 4.1944)
- La jeune parque. (1917)
- Eupalinos ou l’architecte. (1921)
- Charmes. (1922)
- Monsieur Teste. (1926)
  - Monsieur Teste. 2. Aufl. Suhrkamp, Frankfurt 2016 (Auszug aus Bd. 1 der Werke).
- Mon Faust. (fragmentarisches Theaterstück)
- Amphion. Mélodrame (Ballett-Oratorium). Musik (1929): Arthur Honegger. UA 1931
- Sémiramis. Mélodrame (Ballett-Oratorium). Musik (1933/34): Arthur Honegger
- Corona & Coronilla. Poèmes à Jean Voilier, Paris: Fallois 2008.